# Koda Kumi Driving Hit's 6
Albums de Kumi Kōda
Bon voyage
(2014)
Remix par Kumi Kōda
Koda Kumi Driving Hit's 5
(2013)
Koda Kumi Driving Hit's 6 est le 7e album remix de Kumi Kōda, sous le label Rhythm Zone, sorti le 19 mars 2014 au Japon. Il contient 17 pistes et un DVD. Il atteint la 19e place du classement de l'Oricon. Il se vend à 6 850 exemplaires la première semaine et reste classé 4 semaines pour un total de 8 543 exemplaires vendus.

## Liste des titres
CD :
1. Introduction for DH6,
2. XXX [4 Skips vs. Floorbreaker EDM Remix],
3. Crank Tha Bass [sumijun vs M.A.D Remix] feat. OVDS,
4. Boom Boom Boys [Heavens Wire D'n'B Remix],
5. Inside Fishbowl & Outside Fishbowl [Sunset In Ibiza Dubstep Remix],
6. Lady Go! [DJ Komori Remix],
7. girls [Takarot“Tokyo Fantastic”Remix],
8. Loaded [Elmer VoVo Remix] feat. Sean Paul,
9. Is This Trap? [Jumping Dog Remix],
10. Dreaming Now! [TJO & YUSUKE from BLU-SWING Remix],
11. Escalate [Vesterbak's Fly-Me-To-Tokyo Remix],
12. Touch Down [736 Remix],
13. Winner Girls [Dank-One Glitch-Hop Remix],
14. LaLaLaLaLa [Elmer VoVo Remix],
15. Promise [Elmer VoVo Remix],
16. Whatchu Waitin' On? [Sham-Poo Beach Breeze Mix],
17. Crank Tha Bass [OVDS Remix] feat. OVDS.

DVD : "Koda Kumi Taiwan Live 2013 @ National Taiwan University Gymnasium" (documentaire).